# Avenida Ricardo Palma
La avenida Ricardo Palma es una avenida de la ciudad de Lima, capital del Perú. Se extiende de oeste a este, en los distritos de Miraflores y Surquillo, a lo largo de 16 cuadras. En la intersección con Luis Bedoya Reyes, se ubica la estación Ricardo Palma del Metropolitano.

## Recorrido
Se inicia en el óvalo de Miraflores, punto de confluencia de las avenidas Arequipa, José Larco, Diagonal y José Pardo, esta última continúa el trazo de la avenida Ricardo Palma al oeste.